# 大チョーラ朝寺院群
大チョーラ朝寺院群（英語:Great Living Chola Temples、タミル語:அழியாத சோழர் பெருங்கோயில்கள்）とは、チョーラ朝時代に建設された南インドにおける11,12世紀のヒンドゥー寺院群のことである。1987年に、国際連合教育科学文化機関の世界遺産に登録された。

## 登録範囲
大チョーラ朝寺院群を構成する寺院は以下の3つである。かつてのチョーラ朝の首都であったタンジャーヴールとガンガイコンダチョーラプラム（en）にあるブリハディーシュヴァラ寺院の2つの寺院は、1987年に登録された。ダーラーシュラム（en）にあるアイラーヴァテーシュヴァラ寺院（en）は2004年に登録範囲が拡張され、登録された。世界遺産はこの3つの寺院から構成される。

## 世界遺産

### 登録基準
この世界遺産は世界遺産登録基準のうち、以下の条件を満たし、登録された（以下の基準は世界遺産センター公表の登録基準からの翻訳、引用である）。
- (1) 人類の創造的才能を表現する傑作。
- (2) ある期間を通じてまたはある文化圏において、建築、技術、記念碑的芸術、都市計画、景観デザインの発展に関し、人類の価値の重要な交流を示すもの。
- (3) 現存するまたは消滅した文化的伝統または文明の、唯一のまたは少なくとも稀な証拠。
- (4) 人類の歴史上重要な時代を例証する建築様式、建築物群、技術の集積または景観の優れた例。

## ギャラリー

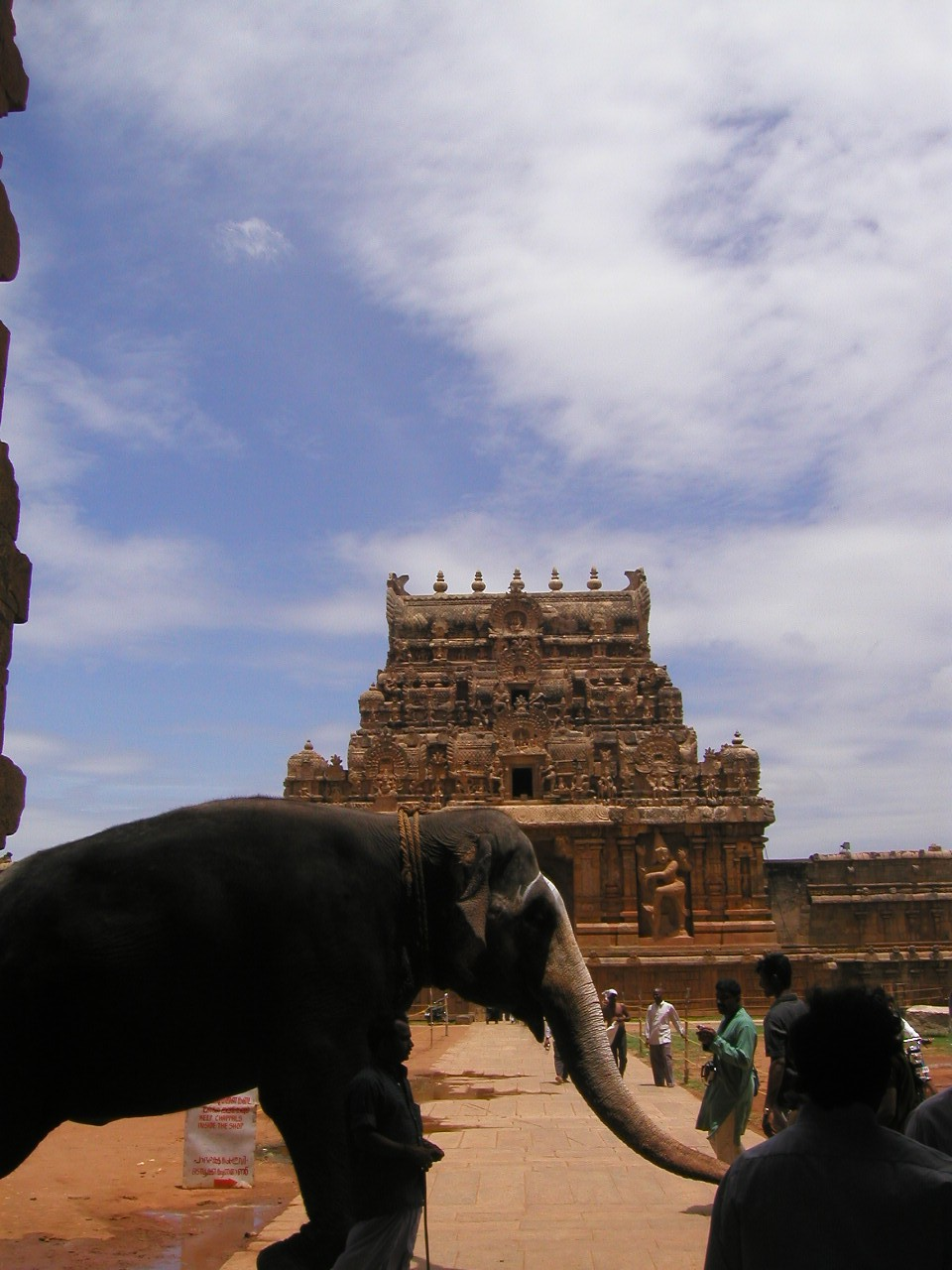
タンジャーヴールのブリハディーシュヴァラ寺院
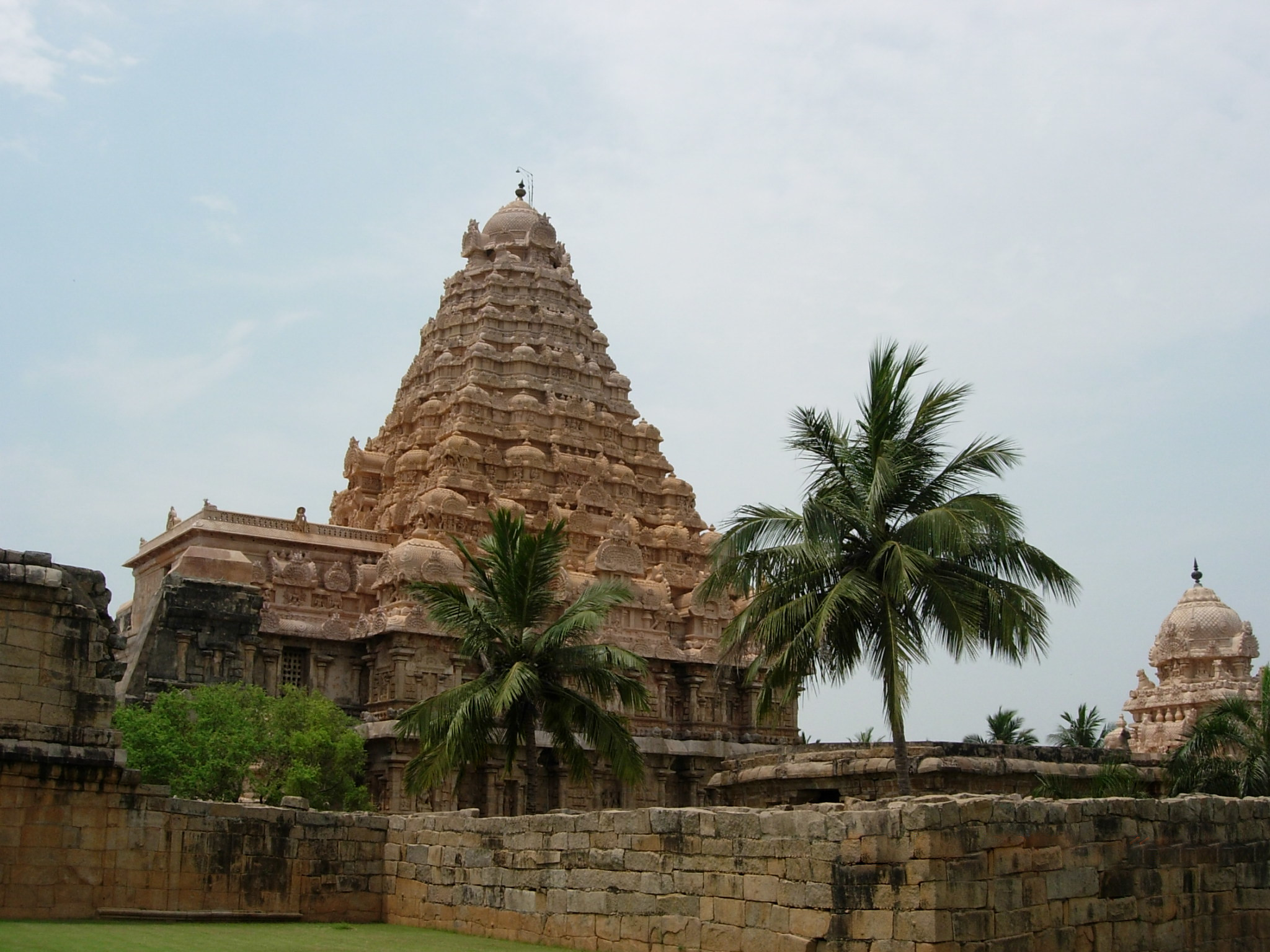
ガンガイコンダチョーラプラムのブリハディーシュヴァラ寺院
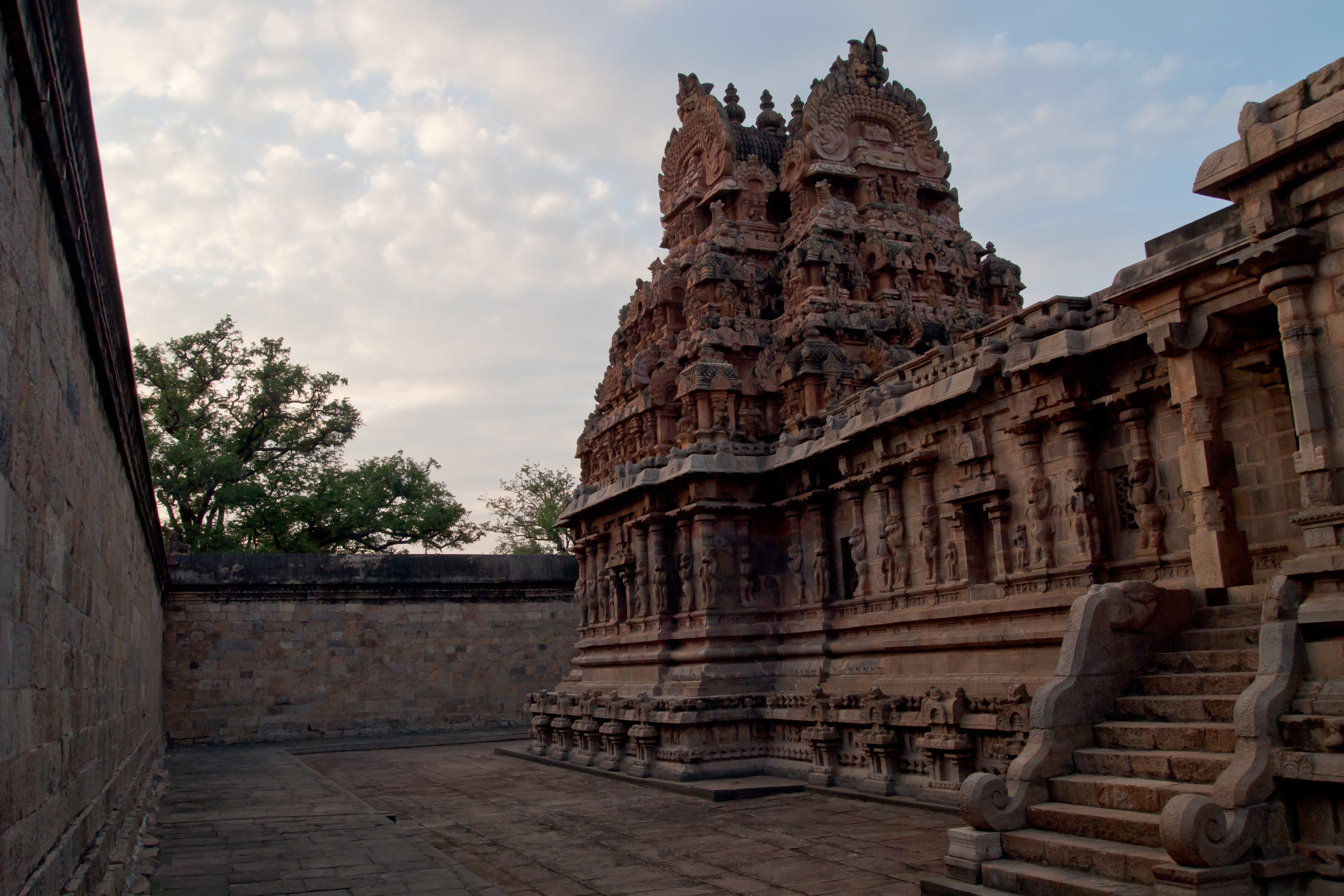
ダーラーシュラムのアイラーヴァテーシュヴァラ寺院
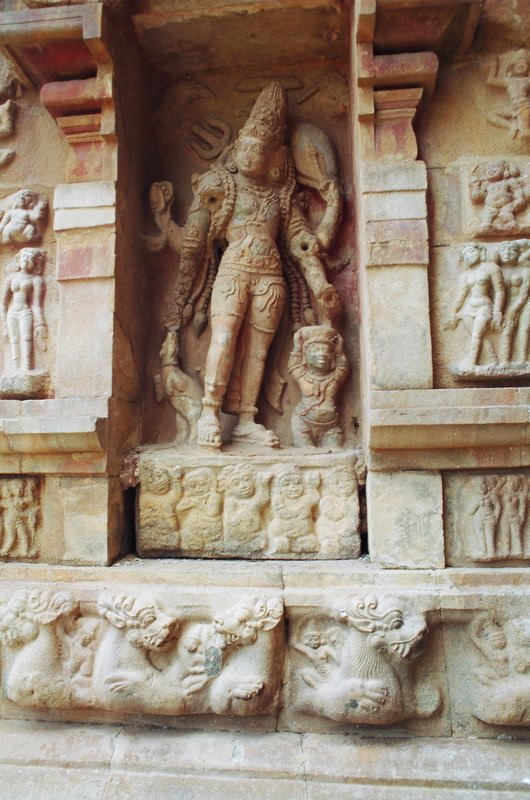
ブリハディーシュヴァラ寺院に残るチョーラ朝彫刻

座標: 北緯10度46分59秒 東経79度07分57秒 / 北緯10.78306度 東経79.13250度